# Structure départementale des votes à l'élection présidentielle française de 2007
Pour un article plus général, voir Élection présidentielle française de 2007.
 (décembre 2018).
Si vous disposez d'ouvrages ou d'articles de référence ou si vous connaissez des sites web de qualité traitant du thème abordé ici, merci de compléter l'article en donnant les références utiles à sa vérifiabilité et en les liant à la section « Notes et références ».

## Analyse géographique

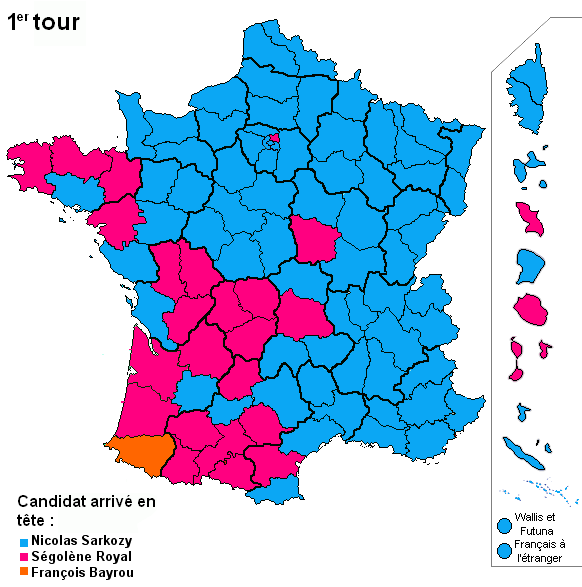
Candidats arrivés en tête dans chaque département au 1er tour

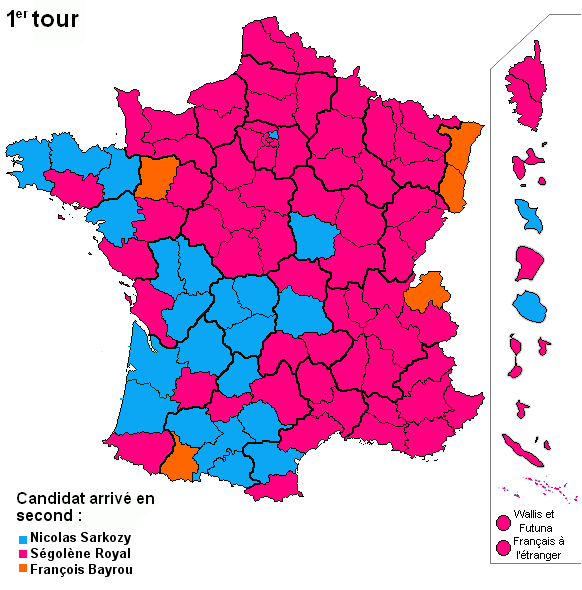
Candidats arrivés en deuxième position dans chaque département au 1er tour

Nicolas Sarkozy arrive en tête dans 73 départements métropolitains sur 96 au premier tour. Il obtient plus de 30 % des suffrages exprimés dans 41 d'entre eux, réalisant ses meilleurs scores dans le Sud-Est, dans les Alpes-Maritimes, qui lui offre son meilleur score départemental (43,6 %), dans le Var (39,7 %), les Bouches-du-Rhône (34,24 %), le Vaucluse (32,63 %), le Gard (30,45 %), l'Hérault (31,14 %), les Pyrénées-Orientales (32,20 %), la Haute-Corse (36,54 %) et la Corse-du-Sud (37,54 %). Le candidat UMP réalise également ses meilleurs scores dans l'Est, avec 36,24 % dans le Bas-Rhin, 36,12 % dans le Haut-Rhin, avec 30,57 % en Moselle, 28,46 % en Meurthe-et-Moselle, 29,98 % dans la Meuse, 29,05 % dans les Vosges, 35,15 % dans l'Aube, 31,71 % dans la Haute-Marne, 33,75 % dans la Marne, 29,04 % dans les Ardennes, 30,44 % dans la Haute-Saône, 29,10 % dans le Jura, 32,39 % dans le Doubs et même 29,99 % dans le Territoire de Belfort, ancien bastion de Jean-Pierre Chevènement. Il arrive en tête dans 7 des 8 départements d'Île-de-France, avec 33,54 % en Seine-et-Marne, 37,66 % dans les Yvelines, 31,55 % dans l'Essonne, 35,07 % à Paris, 32,37 % dans le Val-d'Oise, 38,27 % dans les Hauts-de-Seine, où, à Neuilly-sur-Seine, il réalise son meilleur score national avec 82,79 %, et même dans le Val-de-Marne, où il obtient 31,82 %. Il arrive également premier dans tous les départements du nord, avec 25,68 % dans le Pas-de-Calais, où il obtient 40 % à Hénin-Beaumont, 29,30 % dans le Nord et l'Aisne, 32,90 % dans l'Oise et 27,73 % dans la Somme. La Vendée lui offre également un score de 37,72 %. Les territoires d'outre-mer ne sont pas en reste : la Guadeloupe (42,63 %), la Guyane (41,35 %), Wallis-et-Futuna (43,55 %), la Nouvelle-Calédonie (56,74 %) et la Polynésie française (53,23 %) le créditant de scores allant bien au-delà des 40 %. Son succès est moindre dans les départements du sud-ouest de la France, où il obtient 25,91 % dans l'Ariège, 26,29 % dans l'Aude, 25,22 % dans le Lot, en Seine-Saint-Denis (26,85 %) et en Bretagne, avec 27,27 % dans le Finistère, 25,80 dans les Côtes-d'Armor et 28,13 % en Ille-et-Vilaine, mais il ne passe jamais en dessous de la barre des 25 %.

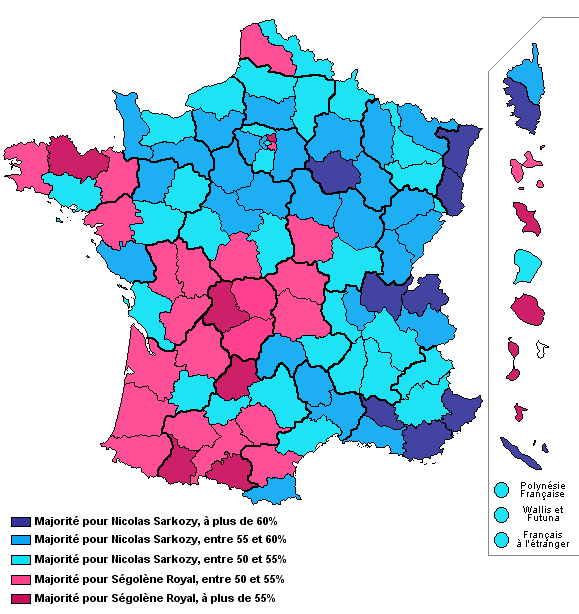
Les résultats du second tour en France

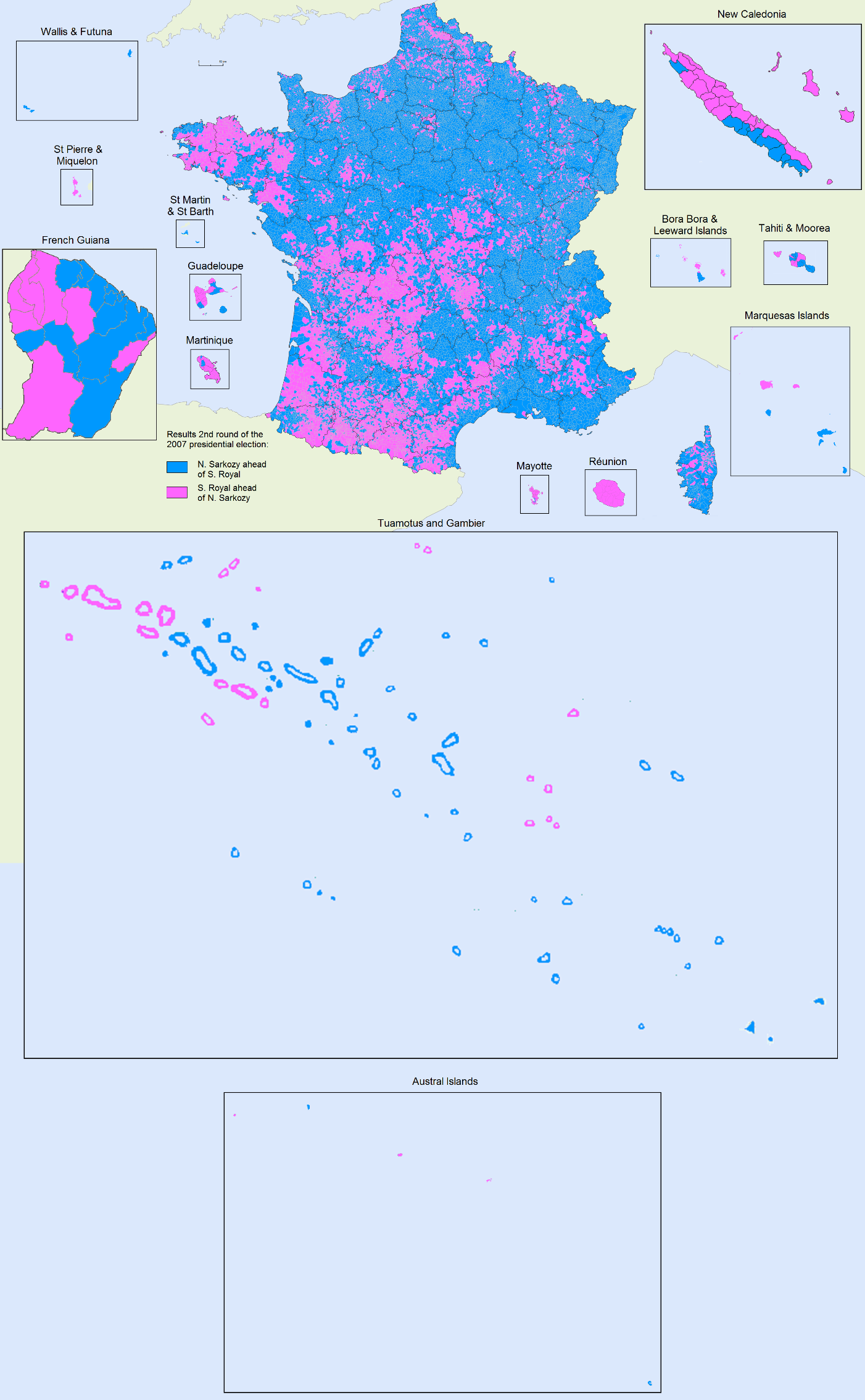
Résultats du second tour en France par commune

Au second tour, le candidat de l'UMP est majoritaire dans presque tous les départements du nord de la France, le Pas-de-Calais (47,96 %) restant le seul à lui préférer Ségolène Royal. Il atteint jusqu'à plus de 68 % des voix dans les Alpes-Maritimes (68,08 %) et dépasse les 60 % dans l'Aube (61,70 %), dans le Bas-Rhin (65,58 %), le Haut-Rhin (65,39 %), en Haute-Savoie (63,04 %), dans l'Ain (60,54 %), dans le Var (65,54 %), dans le Vaucluse (60,72 %), en Corse-du-Sud (61,67 %) et en Nouvelle-Calédonie (67,69 %). Il totalise également de bons scores dans l'Est, dans la Marne (59,20 %), la Haute-Marne (59,14 %), le Sud-Est, dans la Haute-Corse (58,82 %), les Bouches-du-Rhône (58,03 %).
Il obtient son plus faible score dans l'Ariège (40,44 %) et reste boudé par une large majorité de départements du sud-ouest, avec 42,63 % dans les Hautes-Pyrénées, 48,08 % dans l'Aude, 43,57 % dans le Lot, 45,53 % dans la Haute-Garonne, 47,51 % dans les Pyrénées-Atlantiques, 47,18 % dans les Landes, 47,49 % dans le Gers, 46,62 % en Dordogne, tandis que la Bretagne (47,61 % en Ille-et-Vilaine ; 46,14 % dans le Finistère et 44,47 % dans les Côtes-d'Armor), la région Poitou-Charentes (45,31 % dans les Deux-Sèvres ; 47,12 % en Charente ; 48,59 % dans la Vienne) et le Limousin (47,01 % en Corrèze ; 46,74 % dans la Creuse ; 43,81 % dans la Haute-Vienne), et enfin la Seine-Saint-Denis (43,46 %) continuent de le marginaliser.
Au premier tour, Ségolène Royal arrive en tête dans 23 départements métropolitains et dans 3 territoires d'outre-mer. Elle obtient son meilleur score dans l'Ariège avec 35 % des suffrages exprimés, et est créditée de scores similaires en Seine-Saint-Denis et dans son fief des Deux-Sèvres (plus de 33 %). Elle dépasse la barre des 25 % dans une majorité de départements du sud-ouest et de la Bretagne, dans quelques départements du nord, dans la Nièvre, en Saône-et-Loire, dans le Territoire de Belfort, en Meurthe-et-Moselle, dans les Alpes-de-Haute-Provence et dans tous les départements d'Île-de-France à l'exception des Yvelines. Pour la première fois depuis 1974, le Nord-Pas-de-Calais bascule à droite dès le premier tour, Nicolas Sarkozy arrivant en tête dans l'ensemble des départements du nord de la France.
Au second tour, la candidate socialiste est majoritaire dans 28 départements métropolitains et dans 6 territoires d'outre-mer. C'est d'ailleurs en outre-mer qu'elle obtient ses meilleurs résultats, puisqu'elle dépasse la barre des 60 % en Martinique, à la Réunion et à Saint-Pierre-et-Miquelon (elle obtient 59 % à Mayotte)[réf. nécessaire]. Si les Pyrénées-Atlantiques basculent à gauche pour la première fois depuis 1988 (et même depuis 1965 si l'on fait abstraction de cette élection marquée par une large victoire de François Mitterrand), les départements du nord, à l'exception du Pas-de-Calais (où elle doit cependant se contenter d'un petit 52 %), passent tous à droite en votant majoritairement pour Sarkozy. Ségolène Royal est créditée de scores allant de 55,53 % à 59,56 % (dans l'ordre croissant) dans les Côtes d'Armor, dans la Haute-Vienne, dans le Lot, en Seine-Saint-Denis, dans les Hautes-Pyrénées et en Ariège. Elle obtient moins dans 40 % dans 9 départements, obtenant son plus faible score dans les Alpes-Maritimes (31,92 %).
François Bayrou obtient quant à lui un score à deux chiffres dans tous les départements, et celui-ci excède très souvent les 15 %. Il réalise son meilleur score dans son fief des Pyrénées-Atlantiques : avec 29,6 % des suffrages exprimés, il devance tous les autres candidats. Les départements voisins des Landes et des Hautes-Pyrénées lui donnent des scores dépassant les 20 %, tout comme l'Aveyron, la Lozère, le Cantal, le Puy-de-Dôme et la Haute-Loire, en Auvergne et dans ses environs. Il franchit également le seuil des 20 % dans le Rhône, en Savoie et en Haute-Savoie, ainsi que dans les deux départements de l'Alsace et dans la moitié des départements d'Île-de-France (les Yvelines, l'Essonne, les Hauts-de-Seine et Paris).
Mais c'est dans le nord-ouest que le candidat de l'UDF a eu le plus de succès : l'ensemble des départements de la Bretagne, le Calvados et la Manche en Basse-Normandie, Mayenne, la Loire-Atlantique, le Maine-et-Loire et la Vendée dans les Pays de la Loire et l'Indre-et-Loire le créditent de scores allant de 20,2 à 23,8 % des suffrages exprimés. L'outre-mer n'est pas en reste : les électeurs de Mayotte se sont prononcés à 25,7 % et ceux de Saint-Pierre-et-Miquelon à 23 % pour M. Bayrou.
En 2002, Jean-Marie Le Pen était arrivé en tête dans 35 départements. En 2007, non seulement il ne renouvelle pas cet exploit, n'arrivant en tête nulle part, mais s'effondre de manière significative là il où avait si bien réussi 5 ans plus tôt. Son meilleur score n'est que de 17,3 % des suffrages exprimés dans l'Aisne, et s'il passe la barre des 13 % dans la très grande majorité des départements du nord-est et dans tous les départements à la bordure de la frontière italienne, ailleurs, les scores ne sont que rarement à deux chiffres, et Le Pen recule dans tous les départements sans exception.
À titres d'exemples, il s'effondre dans le Rhône, passant de 19,35 à 9,09 %, ou encore dans le Lot-et-Garonne, passant de 18,9 à 12,5 %. Il chute de plus de 10 points dans les Bouches-du-Rhône, et subit un revers important en Seine-Saint-Denis, passant de 17,7 à 9 % des suffrages exprimés. Si la Corse reste fidèle au leader du FN, il en va différemment du Nord-Pas-De-Calais : avec 14,8 % dans cette région ouvrière qui offre généralement de bons scores à l'extrême droite, Le Pen perd plus de 4 points et passe de la première à la quatrième place. L'Alsace, qui avait pourtant attribué au FN son meilleur score lors du second tour des élections régionales de 2004 (22 %), ne se prononce qu'à 13,6 % en sa faveur (-9,9 points par rapport à 2002). Deux départements essuient des pertes moins importantes : le Pas-de-calais où son score passe de 18,41 à 16,02 % et la Somme où il passe de 16,31 à 14,36 %.
Les autres candidats, qui avaient réalisé 40,6 % des suffrages en 2002, ne recueillent que 14,1 % des voix.

### Situation à Paris

#### Situation au1ertour

Candidat arrivé en tête au 1er tour par arrondissement
Nicolas Sarkozy
Ségolène Royal

Les deux principaux candidats, Nicolas Sarkozy et Ségolène Royal, arrivent chacun en tête dans 10 arrondissements même si Nicolas Sarkozy surpasse Ségolène Royal à l'échelle de la commune (35,07 % contre 31,75 %). Nicolas Sarkozy domine nettement dans les arrondissements de l'ouest parisien (en particulier les VIIe et XVIe arrondissements) tandis que Ségolène Royal remporte des scores importants dans l'est parisien. La carte électorale est semblable à celle issue des élections municipales de 2001, à l'exception notable des IVe et IXe arrondissements qui voient Nicolas Sarkozy arriver en premier. Ce dernier manque de peu d'arriver aussi premier dans le XIIe arrondissement où il est surpassé par Ségolène Royal par un écart d'à peine 59 voix. Le vote parisien au premier tour est aussi marqué par la bonne performance de François Bayrou (20,73 %) qui dépasse de plus de 2 points sa moyenne nationale tandis que Jean-Marie Le Pen enregistre 4,58 % des suffrages, bien en deçà de la moyenne nationale (10,44 %) et du résultat qu'il avait obtenu en 2002 (9,35 %). Les candidats des partis de gauche (hors Parti socialiste) enregistrent des scores décevants et net retrait par rapport à 2002 notamment pour Les Verts.
|  | Formation politique | Score en 1995 | Score en 2002 | Score en 2007 | Écart 1995–2007 | Écart 2002–2007 |
|  | ------------------- | ------------- | ------------- | ------------- | --------------- | --------------- |
|  | RPR/UMP             | 32,19 %       | 24,01 %       | 35,07 %       | 2,88 %          | 11,81 %         |
|  | PS                  | 26,02 %       | 19,94 %       | 31,75 %       | 5,73 %          | 11,06 %         |
|  | UDF                 | 16,60 %       | 7,91 %        | 20,73 %       | 4,13 %          | 12,82 %         |
|  | FN                  | 9,25 %        | 9,35 %        | 4,58 %        | −4,67 %         | −4,77 %         |
|  | Les Verts           | 3,63 %        | 7,39 %        | 1,53 %        | −2,10 %         | −5,86 %         |
|  | PCF                 | 4,68 %        | 2,19 %        | 1,21 %        | −3,47 %         | −0,98 %         |

#### Situation au2etour
La tendance se maintient au 2e tour et, à l'exception notable du Ve arrondissement (qui voit Ségolène Royal arriver en tête), la carte électorale ne bouge pas entre les deux tours. Nicolas Sarkozy arrive en tête dans la capitale avec une très courte avance (50,19 %) soit un score nettement moins bon qu'au niveau national (53,06 %). Les scores du 2e tour des élections de 2007 et 2002 ne sont pas directement comparables du fait de la situation née du 21 avril 2002 où Jean-Marie Le Pen se qualifie au détriment de Lionel Jospin. En revanche, par rapport au 2e tour des élections de 1995, le PS améliore significativement son score en frôlant les 50 % alors que Lionel Jospin en 1995 était largement distancé par Jacques Chirac (qui était alors maire de Paris).
|  | Formation politique | Score en 1995 | Score en 2002 | Score en 2007 | Écart 1995–2007 | Écart 2002–2007 |
|  | ------------------- | ------------- | ------------- | ------------- | --------------- | --------------- |
|  | RPR/UMP             | 60,17 %       | 89,97 %       | 50,19 %       | −9,98 %         | −39,78 %        |
|  | PS                  | 39,83 %       | Non concerné  | 49,81 %       | 9,98 %          | Non concerné    |
|  | FN                  | Non concerné  | 10,03 %       | Non concerné  | Non concerné    | Non concerné    |

## Résultats du2etour

### Départements ayant le plus voté pour Nicolas Sarkozy
Les vingt départements métropolitains ayant le plus voté Nicolas Sarkozy au 2e tour de la présidentielle de 2007.
| N° | département      | %tage   |
| -- | ---------------- | ------- |
| 06 | Alpes-Maritimes  | 68,08 % |
| 67 | Bas-Rhin         | 65,58 % |
| 83 | Var              | 65,54 % |
| 68 | Haut-Rhin        | 65,39 % |
| 74 | Haute-Savoie     | 63,04 % |
| 01 | Ain              | 60,54 % |
| 10 | Aube             | 61,70 % |
| 2A | Corse-du-Sud     | 61,67 % |
| 84 | Vaucluse         | 60,72 % |
| 51 | Marne            | 59,20 % |
| 52 | Haute-Marne      | 59,14 % |
| 2B | Haute-Corse      | 58,82 % |
| 78 | Yvelines         | 58,71 % |
| 89 | Yonne            | 58,69 % |
| 45 | Loiret           | 58,55 % |
| 60 | Oise             | 58,28 % |
| 28 | Eure-et-Loir     | 58,16 % |
| 13 | Bouches-du-Rhône | 58,03 % |
| 61 | Orne             | 57,66 % |
| 27 | Eure             | 57,37 % |

### Départements ayant le plus voté pour Ségolène Royal
Les vingt départements métropolitains ayant le plus voté Ségolène Royal au 2e tour de la présidentielle de 2007.
| N° | département          | %tage   |
| -- | -------------------- | ------- |
| 09 | Ariège               | 59,56 % |
| 65 | Hautes-Pyrénées      | 57,37 % |
| 93 | Seine-Saint-Denis    | 56,54 % |
| 46 | Lot                  | 56,43 % |
| 87 | Haute-Vienne         | 56,19 % |
| 22 | Côtes-d'Armor        | 55,53 % |
| 79 | Deux-Sèvres          | 54,69 % |
| 31 | Haute-Garonne        | 54,47 % |
| 63 | Puy-de-Dôme          | 53,96 % |
| 29 | Finistère            | 53,86 % |
| 24 | Dordogne             | 53,38 % |
| 23 | Creuse               | 53,26 % |
| 19 | Corrèze              | 52,99 % |
| 58 | Nièvre               | 52,91 % |
| 16 | Charente             | 52,88 % |
| 44 | Loire-Atlantique     | 52,85 % |
| 40 | Landes               | 52,82 % |
| 32 | Gers                 | 52,51 % |
| 64 | Pyrénées-Atlantiques | 52,49 % |
| 35 | Ille-et-Vilaine      | 52,39 % |

### Départements les plus proches de la moyenne nationale
- Les six départements métropolitains dont le vote est le plus proche de la moyenne nationale au 2e tour de la présidentielle de 2007.

| N° | département             | %tage Sarkozy | points d'écart |
| -- | ----------------------- | ------------- | -------------- |
| 82 | Tarn-et-Garonne         | 53,00 %       | - 0,06         |
| 71 | Saône-et-Loire          | 52,99 %       | - 0,07         |
| 04 | Alpes-de-Haute-Provence | 53,19 %       | + 0,13         |
| 02 | Aisne                   | 53,36 %       | + 0,30         |
| 37 | Indre-et-Loire          | 52,70 %       | - 0,36         |
| 08 | Ardennes                | 53,53 %       | + 0,47         |

## Évolution des structures départementales des votes (2etour)

### Par rapport à l'élection présidentielle de 1974

#### Départements où la droite enregistre la meilleure progression
On y retrouve tous les départements continentaux qui bordent la Méditerranée, sauf l'Hérault, peut-être à cause de nombreux retraités qui s'y sont installés et du rapatriement des Français d'Algérie qui ont voté de plus en plus à droite, et les départements de la Picardie, excepté la Somme.
| Numéro | Département         | Score de Giscard d'Estaing en 1974 | Score de Sarkozy en 2007 | écart   |
| ------ | ------------------- | ---------------------------------- | ------------------------ | ------- |
| 83     | Var                 | 49,42 %                            | 65,54 %                  | 16,12 % |
| 84     | Vaucluse            | 45,93 %                            | 60,72 %                  | 14,79 % |
| 06     | Alpes-Maritimes     | 53,65 %                            | 68,08 %                  | 14,43 % |
| 13     | Bouches-du-Rhône    | 43,64 %                            | 58,03 %                  | 14,39 % |
| 66     | Pyrénées-Orientales | 43,35 %                            | 55,70 %                  | 12,35 % |
| 30     | Gard                | 44,00 %                            | 56,12 %                  | 12,12 % |
| 60     | Oise                | 47,40 %                            | 58,28 %                  | 10,88 % |
| 10     | Aube                | 51,03 %                            | 61,70 %                  | 10,67 % |
| 11     | Aude                | 38,11 %                            | 48,08 %                  | 9,97 %  |
| 02     | Aisne               | 44,36 %                            | 53,36 %                  | 9,00 %  |

#### Départements où la gauche enregistre la meilleure progression
Ils sont tous situés dans le Grand ouest. Cette évolution peut s'expliquer par une régression de la pratique religieuse : auparavant les catholiques pratiquants répugnaient à voter à gauche. IFOP Éléments d’analyse géographique de l’implantation des religions en France
| Numéro | Département          | Score de Mitterrand en 1974 | Score de Royal en 2007 | écart   |
| ------ | -------------------- | --------------------------- | ---------------------- | ------- |
| 35     | Ille-et-Vilaine      | 38,22 %                     | 52,39 %                | 14,17 % |
| 79     | Deux-Sèvres          | 42,28 %                     | 54,69 %                | 12,41 % |
| 29     | Finistère            | 41,80 %                     | 53,86 %                | 12,06 % |
| 53     | Mayenne              | 33,02 %                     | 44,55 %                | 11,53 % |
| 56     | Morbihan             | 37,83 %                     | 48,88 %                | 11,05 % |
| 85     | Vendée               | 33,06 %                     | 42,94 %                | 9,88 %  |
| 44     | Loire-Atlantique     | 43,03 %                     | 52,85 %                | 9,82 %  |
| 50     | Manche               | 34,58 %                     | 43,83 %                | 9,25 %  |
| 49     | Maine-et-Loire       | 36,76 %                     | 45,85 %                | 9,09 %  |
| 64     | Pyrénées-Atlantiques | 43,80 %                     | 52,49 %                | 8,69 %  |

### Par rapport à l'élection présidentielle de 1988

#### Départements où la droite enregistre la meilleure progression
| Numéro | Département   | Score de Chirac en 1988 | Score de Sarkozy en 2007 | écart   |
| ------ | ------------- | ----------------------- | ------------------------ | ------- |
| 60     | Oise          | 41,88 %                 | 58,28 %                  | 16,40 % |
| 68     | Haut-Rhin     | 49,85 %                 | 65,39 %                  | 15,54 % |
| 02     | Aisne         | 38,38 %                 | 53,36 %                  | 14,98 % |
| 67     | Bas-Rhin      | 51,61 %                 | 65,58 %                  | 13,97 % |
| 10     | Aube          | 47,76 %                 | 61,70 %                  | 13,94 % |
| 52     | Haute-Marne   | 45,30 %                 | 59,14 %                  | 13,84 % |
| 51     | Marne         | 46,13 %                 | 59,20 %                  | 13,07 % |
| 08     | Ardennes      | 40,47 %                 | 53,53 %                  | 13,06 % |
| 27     | Eure          | 44,43 %                 | 57,37 %                  | 12,94 % |
| 62     | Pas-de-Calais | 35,34 %                 | 47,96 %                  | 12,62 % |

#### Départements où la gauche enregistre la meilleure progression
On constate que ce sont souvent des départements où sont présentes des personnalités de gauche (Paris, Deux-Sèvres) ou d'anciens départements de gauche qui retournent à leurs anciennes habitudes électorales (Corrèze, Puy-de-Dôme).
| Numéro | Département          | Score de Mitterrand en 1988 | Score de Royal en 2007 | écart    |
| ------ | -------------------- | --------------------------- | ---------------------- | -------- |
| 75     | Paris                | 45,32 %                     | 49,81 %                | + 4,49 % |
| 64     | Pyrénées-Atlantiques | 50,11 %                     | 52,49 %                | + 2,38 % |
| 19     | Corrèze              | 50,89 %                     | 52,99 %                | + 2,10 % |
| 48     | Lozère               | 43,05 %                     | 44,25 %                | + 1,20 % |
| 79     | Deux-Sèvres          | 53,66 %                     | 54,69 %                | + 1,03 % |
| 29     | Finistère            | 54,41 %                     | 53,86 %                | - 0,55 % |
| 63     | Puy-de-Dôme          | 54,87 %                     | 53,96 %                | - 0,91 % |
| 12     | Aveyron              | 50,51 %                     | 49,17 %                | - 1,34 % |
| 15     | Cantal               | 45,70 %                     | 44,24 %                | - 1,46 % |
| 46     | Lot                  | 57,96 %                     | 56,43 %                | - 1,53 % |